# Cutremurul din Italia, august 2016
Un cutremur cu magnitudinea 6,2 pe scara Richter a avut loc în Italia centrală pe 24 august 2016, la ora locală 03:36, în apropiere de Norcia, un oraș din Provincia Perugia. Seismul a fost urmat de mai multe replici, cea mai puternică fiind de 5,5. Agenția de Protecție Civilă a Italiei a catalogat cutremurul ca fiind "sever". Orașul Amatrice din Provincia Rieti a fost cel mai afectat de cutremur. Aici, multe din clădirile istorice s-au prăbușit. Cutremurul și replicile sale au fost simțite în regiuni întinse din Italia centrală, inclusiv Roma, Napoli și Florența.
Anterior, un cutremur puternic cu magnitudinea de 6,3 grade a zguduit localitatea L'Aquila, situată la doar 50 km de Amatrice, la 6 aprilie 2009. Seismul a lăsat în urmă 308 morți și peste 1.500 de răniți, fiind unul dintre cele mai puternice din istoria recentă a regiunii.

## Context
Italia se află într-o zonă cu activitate seismică extrem de intensă, pentru că se află la intersecția plăcilor tectonice africană și eurasiatică, iar numărul mare de clădiri vechi face ca seismele care zguduie țara să fie extrem de distructive. Pământul de sub lanțul muntos italian Apenini este împânzit de falii și rocă fracturată. Munții, care traversează Italia de la nord la sud, s-au format în urmă cu circa 20 de milioane de ani, când placa tectonică africană s-a ciocnit cu cea eurasiatică, ceea ce a dus la mișcări de încrețire. În prezent, plăcile se deplasează în direcții opuse. Astfel, crusta din partea de nord a lanțului muntos se îndepărtează de partea de sud, cu o viteză de 3 mm pe an, ceea ce duce la numeroase cutremure de-a lungul faliilor minore aflate aproape de suprafață. Cutremurele minore sunt comune în Italia, însă evenimente precum cel de 6,2 pe Richter rămân relativ rare. Ultimul cutremur major din țară a avut loc în 2012. Cutremurul cu o magnitudine de 6 și cu epicentrul localizat în Medolla a ucis 20 de persoane. În 2009 un cutremur cu magnitudinea 6,3 a lovit orașul medieval L'Aquila. Atunci, în jur de 300 de persoane și-au pierdut viața. Cutremurul din L'Aquila a avut loc la doar 90 km de cutremurul de pe 24 august.
Pe 8 octombrie 1639, la ora 07:30 dimineața, Amatrice a fost aproape complet distrus de un cutremur de intensitate similară, cu 500 de victime doar în oraș. Alte cutremure de intensitate mai mică au zguduit Amatrice în 1672, 1703, 1859 și 1883. Accumoli a fost și el lovit de cutremure în 1627, 1703, 1730 și 1883.

## Replici

Magnitudinile cutremurului de pe 24 august și ale replicilor sale

Distribuția replicilor

Primul cutremur, de 6,2 grade, a avut loc la ora 03:36 (04:36, ora României), în zona Accumoli/Arquata del Tronto (la granița dintre regiunile Lazio și Marche, în centrul Italiei), la adâncimea de doar 4 kilometri. Au urmat alte două mișcări telurice, la orele 04:32 și 04:33, cu intensități de 5,1, respectiv 5,5 grade, la adâncimi de 8 și 9 km. Cele trei seisme au fost urmate de peste 70 de replici cu magnitudini mai mari de 2.
| Dată           | Oră (UTC) | Magnitudine | Adâncime | Epicentru          | Epicentru  | Epicentru   |
| Dată           | Oră (UTC) | Magnitudine | Adâncime |                    | Latitudine | Longitudine |
| -------------- | --------- | ----------- | -------- | ------------------ | ---------- | ----------- |
| 24 august 2016 | 03:36:32  | 6,2         | 10 km    | Norcia             | 42,71      | 13,17       |
| 24 august 2016 | 03:56:02  | 4,6         | 10 km    | Amatrice           | 42,61      | 13,28       |
| 24 august 2016 | 04:33:29  | 5,5         | 10 km    | Norcia             | 42,79      | 13,15       |
| 24 august 2016 | 04:59:35  | 4,3         | 9 km     | Norcia             | 42,80      | 13,14       |
| 24 august 2016 | 05:40:11  | 4,3         | 10,7 km  | Amatrice           | 42,62      | 13,25       |
| 24 august 2016 | 06:06:53  | 4,4         | 10 km    | Cascia             | 42,75      | 13,03       |
| 24 august 2016 | 13:50:31  | 4,9         | 10 km    | Visso              | 42,87      | 13,11       |
| 24 august 2016 | 13:50:57  | 4,1         | 8 km     | Arquata del Tronto | 42,82      | 13,15       |
| 24 august 2016 | 19:46:09  | 4,6         | 10 km    | Arquata del Tronto | 42,72      | 13,19       |
| 25 august 2016 | 01:22:06  | 4,1         | 7,3 km   | Maltignano         | 42,67      | 13,14       |
| 25 august 2016 | 05:17:16  | 4,7         | 10 km    | Norcia             | 42,78      | 13,18       |
| 25 august 2016 | 05:36:07  | 4,3         | 10 km    | Maltignano         | 42,65      | 13,16       |
| 26 august 2016 | 06:28:27  | 4,7         | 10 km    | Amatrice           | 42,66      | 13,25       |
| 27 august 2016 | 04:50:59  | 4,2         | 12,2 km  | Norcia             | 42,83      | 13,15       |
| 28 august 2016 | 15:07:34  | 4,3         | 11,7 km  | Amatrice           | 42,66      | 13,24       |
| 28 august 2016 | 17:55:36  | 4,6         | 5,7 km   | Norcia             | 42,78      | 13,15       |
| 29 august 2016 | 18:42:02  | 4,3         | 10 km    | Visso              | 42,86      | 13,03       |

## Efecte

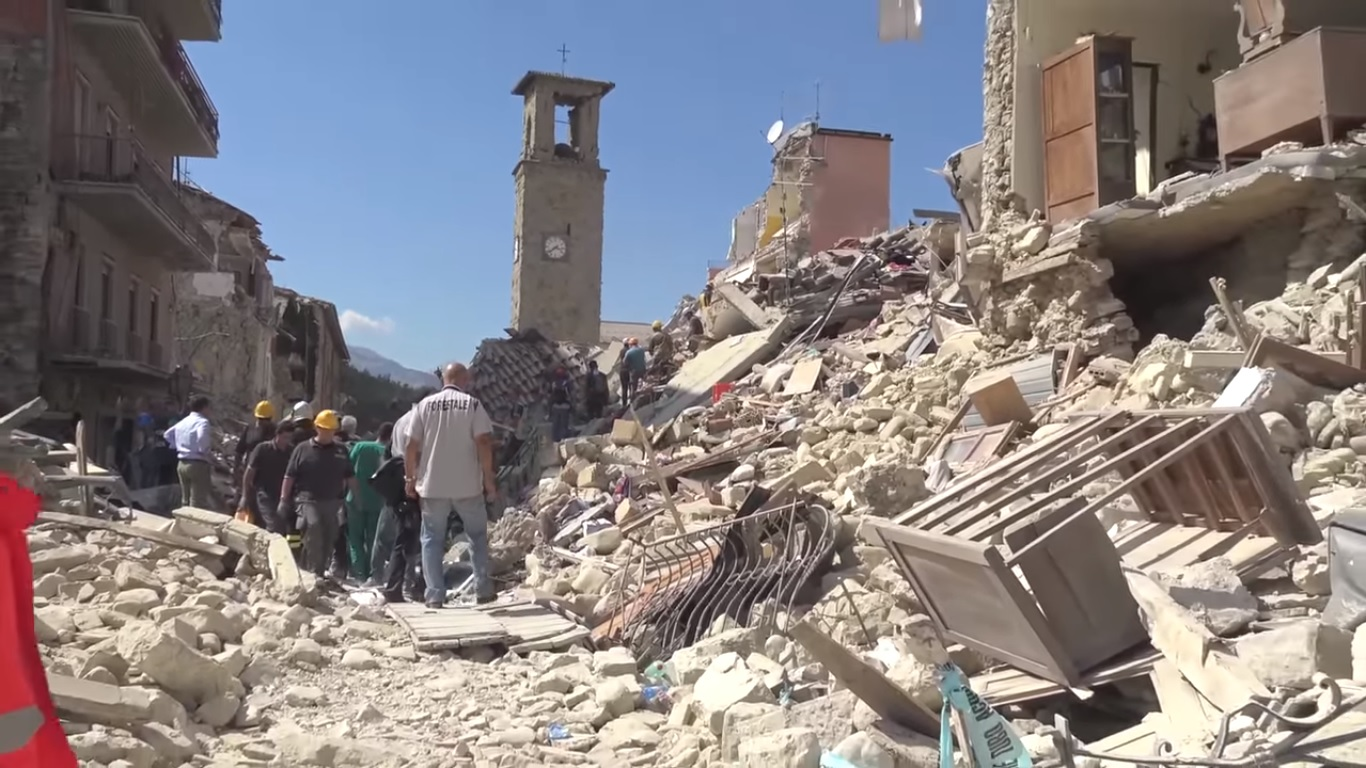
Centrul orașului Amatrice după cutremur

Orașele din trei regiuni – Umbria, Lazio și Marche – au fost devastate de cutremur, care a putut fi simțit pe arii extinse, de la Bologna, în partea de nord, la Napoli, înspre sud. La Roma, mulți locuitori și-au părăsit casele câteva ore de teama replicilor seismice puternice.
Cutremurul a durat două minute și jumătate și, potrivit experților, a avut o putere de distrugere similară cu 1.200 de tone de TNT. Autoritățile italiene spun că acest cutremur a afectat extrem de puternic 10.000 de oameni, aflați chiar în zona epicentrului, foarte puternic peste 230.000 de oameni și puternic – 6,5 milioane de oameni.
Seismul a provocat daune serioase în mai multe orașe și comune italiene, însă nu a avut loc în zone intens populate. Cele mai afectate localități sunt Accumoli, Amatrice, Posta și Arquata del Tronto. Alimentarea cu energie electrică a fost întreruptă într-o parte din localitățile afectate. Primarul orașului Amatrice a declarat pentru un post de radio că orașul a fost distrus. "Drumurile din și spre oraș sunt blocate. Jumătate din oraș a dispărut. Orașul nu mai există. În acest moment există persoane aflate sub dărâmături. Au avut loc mai multe alunecări de teren, iar un pod este pe cale să se prăbușească”, a declarat Sergio Perozzi. Stefano Petrucci, primarul din Accumoli, a declarat că 2.500 de oameni au rămas fără adăpost în cele 17 cătune care alcătuiesc comunitatea locală.
Numeroase clădiri de patrimoniu au suferit pagube importante. În Amatrice, fațada și fereastra-rozariu a bisericii Sant'Agostino au fost distruse. Cutremurul a creat, de asemenea, crăpături în zidurile băilor lui Caracalla din Roma. Cutremurul a fost atât de puternic încât autoritățile au făcut teste structurale asupra Colosseumului, care nu a fost însă avariat.
Cel puțin o avalanșă a fost înregistrată pe versantul estic al muntelui Gran Sasso, cel mai înalt din Apeninii Italieni.
Un cutremur cu magnitudinea 4,3 a provocat, pe 25 august, noi pierderi materiale în Amatrice, una dintre localitățile grav afectate de seismul principal. Noul cutremur s-a înregistrat la ora locală 14:36, potrivit Institutului italian de Geofizică și Vulcanologie, și a provocat prăbușirea fațadei unei clădiri situate lângă parcul din Amatrice, unde era improvizat un centru temporar de primire pentru voluntarii care au luat parte la operațiunile de salvare.
Nivelul solului a scăzut cu 20 cm în comuna Accumoli în urma mișcărilor telurice din 24 august, a constatat Institutul Național de Fizică a Pământului și Vulcanologie (INGV) după analizarea faliei pe baza unor imagini obținute din satelit. Deformări ale solului au fost observate pe o lungime de câțiva kilometri între localitățile Amatrice și Norcia.

## Victime
| Naționalitate  | Morți | Răniți | Dispăruți | Ref.   |
| -------------- | ----- | ------ | --------- | ------ |
| Afganistan     |       |        | 2         |        |
| Albania        | 1     | 7      |           | [ 43 ] |
| Canada         | 1     |        |           | [ 44 ] |
| El Salvador    | 1     | 1      |           | [ 45 ] |
| Macedonia      |       | 1      |           |        |
| Marea Britanie | 3     | 2      |           | [ 46 ] |
| România        | 11    | 6      | 4         | [ 47 ] |
| Spania         | 1     |        |           | [ 48 ] |
| Statele Unite  | 1     | 2      |           |        |

Până la amiază, numărul morților se ridica la 37, în timp ce alte 150 de persoane erau date dispărute. Printre persoanele dispărute figurează două afgane de 26 și 27 de ani, membre ale unui grup de refugiați primiți în Italia. Autoritățile locale nu au fost sigure de numărul victimelor, însă cele mai multe au fost raportate în satul Pescara del Tronto, unde 10 persoane și-au pierdut viața, printre ele și copii. Alte douăzeci de persoane au fost transportate la spital. Multe dintre victime au murit după ce tavanurile caselor s-au prăbușit peste ele în timpul somnului.
La ora locală 14:30, bilanțul neoficial indica 63 de morți. Dintre aceștia, 35 provin din Amatrice, 11 din Accumoli, iar alți 17 au fost confirmați într-o morgă din spitalul orașului Ascoli Piceno. Bilanțul include și morți din Arquata și Pescara del Tronto, plus o fetiță din Amatrice, care a fost scoasă de sub dărâmături în viață, dar a murit în spital.
Spre seară, premierul Matteo Renzi a anunțat că bilanțul a ajuns la 120 de morți. De asemenea, numărul răniților a crescut la 368. Potrivit Ministerului Afacerilor Externe, 11 români au murit în cutremurul din Italia, alți 10 sunt într-o tabără de sinistrați, iar patru sunt dați dispăruți. De asemenea, au mai fost identificate alte șase persoane de cetățenie română printre răniți, care se află internate pentru îngrijiri medicale. Ziarul Emigrantul, ziarul diasporei care apare în Italia, a înaintat cifra de 12 români morți (11 femei și un bărbat), cifră care nu a fost însă confirmată de autorități. Un nou bilanț dat publicității de autorități în dimineața de 25 august indica 247 de morți – 190 în provincia Rieti și 57 în provincia Ascoli Piceno. Alți 400 au fost răniți, dintre care 264 se recuperează în spitale. Potrivit Ministerului Sănătății, multe dintre victime sunt copii. La câteva ore, Serviciul de Protecție Civilă a revizuit bilanțul la 241 de morți, după ce prefectul din Ascoli a declarat că numărul deceselor confirmate în Arquata del Tronto este 46 și nu 57. Între timp, bilanțul în Amatrice și Accumoli a crescut de la 190 la 195. Pe 26 august, numărul morților a crescut la 267, în timp ce alte 400 de persoane sunt internate în spitale, dintre care 40 în stare critică. La ora locală 22:15, bilanțul dat de autorități indica 281 de morți – 221 în Amatrice, 11 în Accumoli și 49 în Arquata del Tronto. 13 cetățeni străini se numără printre victimele identificate. Alte 388 de persoane se aflau la acea oră internați în spitalele din regiune. Pe 28 august, bilanțul era de 290 de morți, în timp ce locuitorii din Amatrice estimau că 10 oameni încă se află îngropați sub moloz.
Prima victimă al cărei nume a fost dezvăluit de autorități este Marisol Piermarini – o fetiță de 18 luni care dormea în pătuțul său atunci când casa din Arquata del Tronto s-a prăbușit. Mama Martina și tatăl Massimiliano au fost duși la spital cu "multe răni" după ce au fost scoși de salvatori de sub dărâmături.
Pe lângă cei salvați cu ajutorul locuitorilor sau care au scăpat prin propriile forțe, 238 de oameni au fost scoși în viață de sub dărâmături de către autorități în orele de după cutremur, 215 de către Vigili del Fuoco și 23 de către Soccorso Alpino. Aproximativ 2.100 de persoane au fost adăpostite în taberele de refugiați. În jur de 4.400 de persoane au fost implicate în operațiunile de căutare și salvare, inclusiv 70 de echipe cu câini salvatori. Logistica a făcut uz de 12 elicoptere, alte nouă aflându-se în rezervă.

## Reacții
Facebook a activat funcția Safety Check pentru ca cei care se află în zona afectată de cutremur să-i anunțe pe apropiați, prin intermediul rețelei de socializare, că sunt teferi.
Armata Italiei a fost trimisă în zonele afectate pentru a ajuta, iar statul a alocat din trezorerie aproximativ 235 de milioane de euro pentru ajutor umanitar. Președintele Crucii Roșii italiene, Francesco Rocca, a declarat presei că s-au mobilizat ambulanțe și personal către cele mai afectate zone, în timp ce Asociația Voluntarilor Italieni ai Sângelui a lansat apelul de a se dona sânge din toate grupele sanguine. În zonele afectate de cutremur a fost declarată stare de urgență. Premierul Matteo Renzi s-a angajat că va reconstrui comunitățile devastate și că va iniția o strângere de fonduri în acest sens.
Președintele italian Sergio Mattarella a descris cutremurul ca fiind "un moment de durere" și a spus într-o declarație de presă că gândurile sale sunt cu victimele cutremurului. Șeful Comisiei Europene Jean-Claude Juncker și președintele francez François Hollande au postat pe Twitter mesaje de condoleanțe prim-ministrului Matteo Renzi. Papa Francisc și-a exprimat, de asemenea, solidaritatea cu victimele și a trimis șase pompieri din mica brigadă a Vaticanului pentru a ajuta la operațiunile de salvare.
Ziua de 27 august a fost declarată zi de doliu național. Funeralii pentru 35 dintre victimele identificate din comunele Arquata del Tronto și Pescara del Tronto au avut loc într-un gimnaziu din orașul Ascoli Piceno, în prezența președintelui Sergio Mattarella și a premierului Matteo Renzi.
În jur de 75 de solicitanți de azil care trăiesc în Gioiosa Ionica, sudul Italiei, s-au oferit să doneze o parte din ajutorul săptămânal pentru a-i ajuta pe cei afectați.

## Legături externe
- Ultimele știri din presa românească despre „Cutremurul din Italia” la Newskeeper